# Zbigniew Ciepłucha
Zbigniew Ciepłucha – polski artysta fotograf.  Członek rzeczywisty i Artysta Fotoklubu Rzeczypospolitej Polskiej Stowarzyszenia Twórców (AFRP). Członek honorowy Białostockiego Towarzystwa Fotograficznego. Członek założyciel Grupy Twórczej Magma-81.

## Życiorys
Zbigniew Ciepłucha związany z białostockim środowiskiem fotograficznym – mieszka, pracuje, tworzy w Białymstoku, fotografuje od 1968 roku. Miejsce szczególne w jego twórczości zajmuje fotografia kreacyjna, nawiązująca do impresji ruchowej – sztuki teatralnej, pantomimy, tańca współczesnego. Część jego twórczości to praca nad fotografią przetworzoną oraz fotograficznymi technikami szlachetnymi.
Zbigniew Ciepłucha począwszy od 1968 roku – aktywnie uczestniczy w wielu konfrontacjach, prezentacjach, warsztatach, wystawach fotograficznych. W 1972 roku został członkiem rzeczywistym Białostockiego Towarzystwa Fotograficznego – stowarzyszenia będącego członkiem zbiorowym Federacji Amatorskich Stowarzyszeń Fotograficznych w Polsce, istniejącej w latach 1961–1989. Od 1976 roku był członkiem Zarządu BTF, w latach 1980–1983 był prezesem Zarządu oraz w latach 1983–1990 wiceprezesem Zarządu BTF. Jest członkiem honorowym Białostockiego Towarzystwa Fotograficznego.
W 2016 roku został przyjęty w poczet członków rzeczywistych Fotoklubu Rzeczypospolitej Polskiej Stowarzyszenia Twórców (legitymacja nr 407). 

## Odznaczenia
- Odznaka „Zasłużony Działacz Kultury”
- Odznaka honorowa „Zasłużony Białostocczyźnie” (1979)
- Odznaka honorowa „Zasłużony Białostocczyźnie” (1989)
- Medal 150-lecia Fotografii (1989);
- Odznaka honorowa „Zasłużony dla Kultury Polskiej” (2006)[11][12]

Źródło